# Taffa
Taffa es un río austríaco que fluye en el land de la Baja-Austria. Es afluente del río Kamp y, por consiguiente, es un río que pertenece a la cuenca del Danubio.